# Ninodes miegi
Ninodes miegi är en fjärilsart som beskrevs av Sterneck 1937. Ninodes miegi ingår i släktet Ninodes och familjen mätare. Inga underarter finns listade i Catalogue of Life.